# Neuhammer (Rietschen)

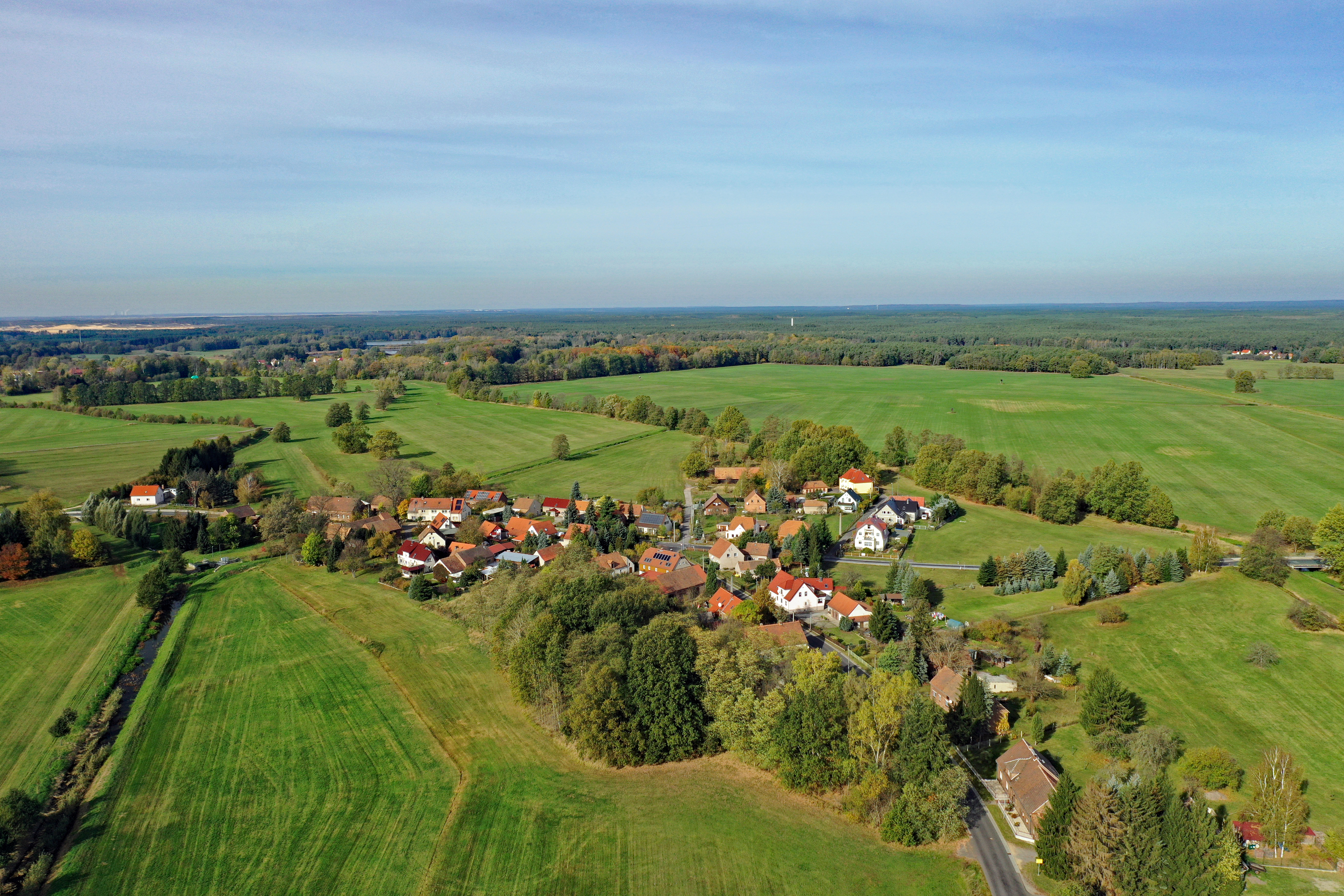
Luftbild 2019

Neuhammer, obersorbisch Nowy Hamor, ist eine Ortschaft in der sächsischen Gemeinde Rietschen im Landkreis Görlitz mit rund 200 Einwohnern. Das Gassendorf liegt im sorbischen Siedlungsgebiet in der Oberlausitz.

## Geographie

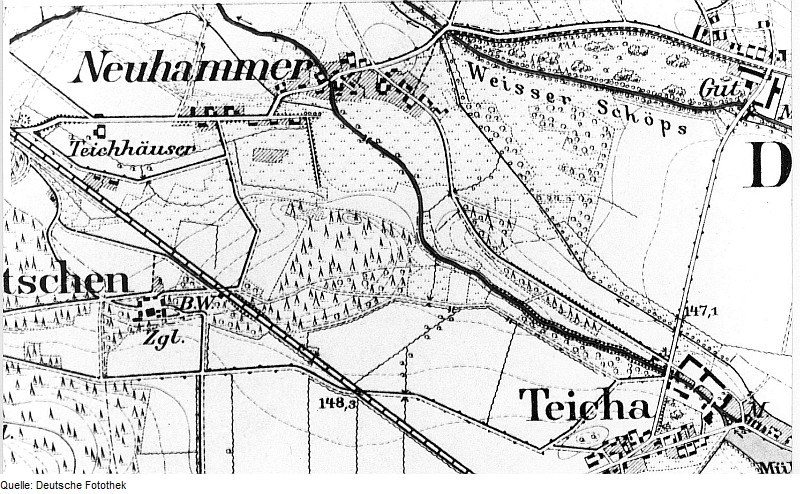
Historisches Messtischblatt, 1887, Sektion Mücka, Nr. 2692 mit Neuhammer und Teicha

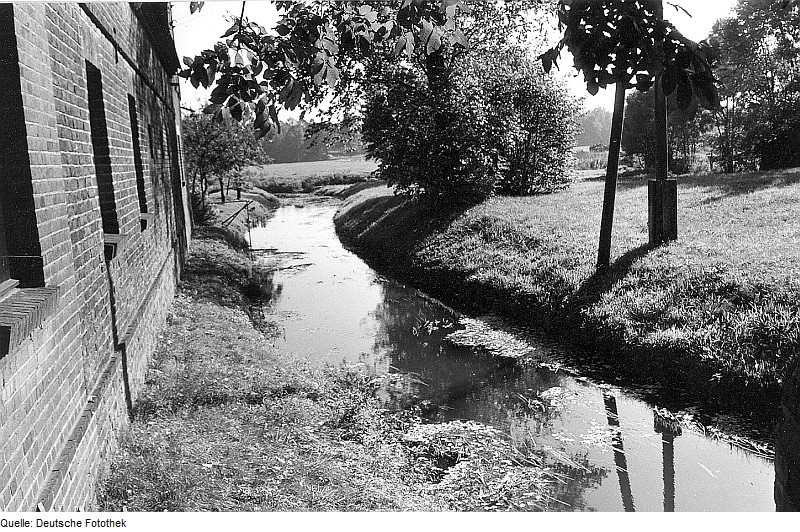
Neugraben an der ehemaligen Hammermühle

Neuhammer liegt fast mittig zwischen Rietschen und Daubitz an der Rothenburger Straße (Kreisstraße 8413). Anderthalb Kilometer südsüdöstlich von Neuhammer liegt Teicha. Von dort fließt der Neugraben Neuhammer entgegen und mündet nördlich der Ortschaft in den von Daubitz kommenden und nach Ostnordost weiterfließenden Weißen Schöps. Der kurz vor Neuhammer vom Neugraben nach rechts abzweigende Steinbachgraben fließt auf kürzerem Weg nach Rietschen und mündet dort in den Weißen Schöps. Rund zwei Kilometer nördlich von Neuhammer befindet sich die Daubitzer Streusiedlung Heidehäuser am Südrand des Truppenübungsplatzes Oberlausitz.

## Geschichte

### Ortsgeschichte
Der auf dem Rittergut Daubitz sitzende Herr von Rackel ließ um die Wende vom 14. zum 15. Jahrhundert westlich des Rittergutes in nur circa einem Kilometer Entfernung ein Hammerwerk anlegen, aus dem der Ort Neuhammer hervorging. Nachdem der knapp vier Kilometer westlich gelegene und zur Gutsherrschaft Rietschen gehörende Ort „Hammerstad“ 1403 in einem Görlitzer Stadtbuch erwähnt wurde, erfolgte am 10. Juli 1447 im Stadtbuch die urkundliche Ersterwähnung Neuhammers im Zusammenhang mit „George hammermeister im nuwen smedewergke by dem Dupczk“. Der namensgebende Eisenhammer wurde 1651 in eine Mühle und Sägemühle umgewandelt, 1868 stellten sie ihren Betrieb ein.
Von Anfang an war Neuhammer nach Daubitz gepfarrt. Seit in Daubitz während oder kurz nach der Reformation auch eine Schule eingerichtet wurde, ist der Ort zugleich Schulort für Neuhammer. Die gutsherrschaftliche Verbindung mit Daubitz bestand bis in die zweite Hälfte des 19. Jahrhunderts, die kirchliche überdauerte bis in die Gegenwart trotz zweier Teilungen der Kirchgemeinde.
Im Zuge des Prager Friedens kam Neuhammer mit der Ober- und Niederlausitz 1635 vom Königreich Böhmen an das Kurfürstentum Sachsen. Das 1806 zum Königreich erhobene Sachsen musste beim Wiener Kongress große Gebietsabtretungen an das Königreich Preußen akzeptieren, so dass auch Neuhammer ab 1815 für die nächsten 130 Jahre preußisch wurde. Im Rahmen einer Verwaltungsreform kam die Gemeinde 1816 an den neu gegründeten Landkreis Rothenburg (Ob. Laus.) in der preußischen Provinz Schlesien, erster Landrat wurde Friedrich Wilhelm Heinrich von Roeder, Besitzer der Rittergüter Daubitz und Teicha sowie des Vorwerks Neuhammer.
Die südlich von Neuhammer vorhandenen Lehm- und Tonvorkommen wurden bis 1905 von einer Ziegelei genutzt, aus der 1907 die Bergbaugesellschaft Teicha und 1909 schließlich das bis 1991 bestehende Schamottewerk Rietschen hervorging.
Neuhammer wurde 1920 elektrifiziert und in den dreißiger Jahren entstand eine neue Siedlung westlich der Ortslage am Haberteichweg.
Nach dem Zweiten Weltkrieg kam Neuhammer 1945 mit dem westlich der Lausitzer Neiße liegenden Teil der preußischen Oberlausitz wieder an das Land Sachsen. Am 1. Juli 1950 wurde die Gemeinde Neuhammer nach Rietschen eingemeindet.
Im Zuge der Vergrößerung der Gemeinde Rietschen im Jahr 1992 wurden die vorher bestehenden Rietschener Ortsteile Rietschen, Neuhammer, Nieder Prauske und Werda zu einem Ortsteil Rietschen zusammengeschlossen.
Im Jahr 2015 hat der Landkreis Görlitz als Unterhalter der durch Neuhammer verlaufenden Kreisstraße die Brücke über den Steinbachgraben durch einen Neubau ersetzen lassen.

### Bevölkerungsentwicklung
| Jahr | Einwohner |
| ---- | --------- |
| 1825 | 126       |
| 1863 | 163       |
| 1871 | 154       |
| 1885 | 194       |
| 1905 | 213       |
| 1925 | 254       |
| 1939 | 337       |
| 1946 | 376       |
| 1999 | 227       |
| 2002 | 220       |
| 2009 | 201       |

Für den sächsischen Landesrezess im Jahr 1777 wurden in Neuhammer 7 Gärtner und 14 Häusler ermittelt.
Von der ersten Einwohnerzählung im Jahr 1825 verdoppelte sich die Einwohnerzahl von 126 auf 254 im Jahr 1925. Nach dem Zweiten Weltkrieg unter anderem durch Flüchtlingsaufnahme auf fast 400 Einwohner angewachsen, sank die Einwohnerzahl Neuhammers zu DDR-Zeiten wieder, so dass zur Jahrtausendwende noch etwa 225 Einwohner im Ort lebten.
Bereits gegen Ende des 19. Jahrhunderts war Neuhammer fast rein deutsch und lag im Randbereich des sorbischen Sprachgebiets. Als Arnošt Muka in den frühen 1880ern die Dörfer der Oberlausitz aufsuchte, um eine Statistik der sorbischen Bevölkerung aufzustellen, zählte er in den drei benachbarten Orten Rietschen, Teicha und Neuhammer nur 14 Sorben, die einen Bevölkerungsanteil von 1,3 % unter den 1047 Einwohnern hatten.

### Ortsname
Der Ortsname ist direkt auf den Eisenhammer zurückzuführen. Nachdem 1447 George hammermeister im nuwen smedewergke Erwähnung gefunden hatte, wurde 10 Jahre später mit dem Newenhammer under Rackel gelegin eine Bezeichnung verwendet, die dem heutigen Ortsnamen sehr ähnelte. Weitere Namensformen waren unter anderem Nawenhammer, Newen Hammer (beide 1486), Newnhammer (1499), Newhammer beym Dauptzigk (1533) und spätestens 1786 Neuhammer.
Der sorbische Name Nowy Hamor ist eine Übersetzung des deutschen Namens, in älteren Veröffentlichungen finden sich auch die Namen Nowy Hammer (1800) und Nowe Hammory (1848). Hamor für ‘(Eisen-)Hammer’ findet sich unter anderem auch in den sorbischen Namen von Boxberg (Hamor), Burghammer (Bórkhamor) und Hammerstadt (Hamoršć) wieder.